# The Hits/The B-Sides
The Hits/The B-Sides es un álbum recopilatorio del músico estadounodense Prince, publicado el 10 de septiembre de 1993 por Paisley Park Records y Warner Bros. Records. Se trata de un álbum en formato triple que contiene los grandes éxitos de Prince hasta 1993, como "Purple Rain", "When Doves Cry", "Uptown" y "Let's Go Crazy".

## Lista de canciones

### Disco uno
1. "When Doves Cry" (3:47)
2. "Pop Life" (3:41)
3. "Soft and Wet" (3:02)
4. "I Feel for You" (3:24)
5. "Why You Wanna Treat Me So Bad?" (3:48)
6. "When You Were Mine" (3:43)
7. "Uptown" (4:09)
8. "Let's Go Crazy" (4:39)
9. "1999" (3:36)
10. "I Could Never Take the Place of Your Man" (3:38)
11. "Nothing Compares 2 U (Live)" 	(4:57)
12. "Adore" (Single edit)	(4:39)
13. "Pink Cashmere" (6:13)
14. "Alphabet St." (5:38)
15. "Sign 'o' the Times" (3:43)
16. "Thieves in the Temple" (3:19)
17. "Diamonds and Pearls" (4:19)
18. "7" (5:09)

### Disco dos
1. "Controversy" (3:35)
2. "Dirty Mind" (3:49)
3. "I Wanna Be Your Lover" (2:56)
4. "Head" (4:43)
5. "Do Me, Baby" (3:55)
6. "Delirious" (2:38)
7. "Little Red Corvette" (4:55)
8. "I Would Die 4 U" (2:56)
9. "Raspberry Beret" (3:31)
10. "If I Was Your Girlfriend" (3:46)
11. "Kiss" (3:45)
12. "Peach" (3:48)
13. "U Got the Look" (3:46)
14. "Sexy M.F." (5:24)
15. "Gett Off" (4:29)
16. "Cream" (4:12)
17. "Pope" (3:28)
18. "Purple Rain" (8:40)

### Disco tres
1. "Hello" (3:23)
2. "200 Balloons" (5:05)
3. "Escape" (3:30)
4. "Gotta Stop (Messin' About)" (2:54)
5. "Horny Toad" (2:12)
6. "Feel U Up" (3:44)
7. "Girl" (3:47)
8. "I Love U in Me" (4:12)
9. "Erotic City" (3:55)
10. "Shockadelica" (3:30)
11. "Irresistible Bitch" (4:11)
12. "Scarlet Pussy" (4:18)
13. "La, La, La, He, He, Hee" (3:21)
14. "She's Always in My Hair" (3:27)
15. "17 Days" (3:54)
16. "How Come U Don't Call Me Anymore" (3:50)
17. "Another Lonely Christmas" (4:51)
18. "God" (4:02)
19. "4 the Tears in Your Eyes (Live)" (3:23)
20. "Power Fantastic" (4:45)